# Famille de Stockhem
Pour les articles homonymes, voir Stockem.
La famille de Stockhem, qui comprend la branche cadette de Stockhem de Vieux-Waleffe, est une famille noble originaire de Stockem, installée dans la Principauté de Liège ; elle relève de la noblesse du Saint-Empire.

## Histoire
Elle a exercé de nombreuses fonctions politiques à Liège aux XVIe siècle et XVIIe siècle. Elle a été successivement anoblie avec les titres héréditaires de Chevalier du Saint-Empire le 3 mars 1660 par l'empereur Léopold Ier en faveur de Herman de Stockhem et de ses trois frères : Léonard, Johannes et Nicolas. Le 1er mars 1766, le chevalier Léonard de Stockhem, ainsi que son frère Nicolas, reçoivent le titre héréditaire de Baron du Saint-Empire, avec le prédicat de Wohlgeboren (Excellence), de l'empereur Joseph II. La famille sera incorporée à la noblesse du royaume uni des Pays-Bas avec le titre héréditaire de baron, par le roi Guillaume Ier.
Le baron François-Joseph de Stockhem-Méan, sénateur, reçut la croix de fer (Belgique) pour ses activités lors de la révolution belge de 1830. Il fut membre du Congrès national et ainsi son nom figure sur la Colonne du Congrès et sur la grande médaille de Laurent Hart. Le 29 mai 1844, il sera nommé chevalier de l'ordre de Léopold.
Elle fait construire l'hôtel de Stockhem à Liège aux environs de 1700, et le conservera jusqu'aux environs de 1816. Un autre hôtel familial se trouvait au 216 rue des Croisiers (Liège). Il passa par mariage à la famille de Crassier.
Cette famille occupa différents châteaux dont Heers, Kermt, Braives, Vieux-Waleffe, etc. Ils dirigèrent de nombreuses seigneuries dans le Limbourg (Kermt, Spalbeek, Heers, etc.) et en province de Liège (Vieux-Waleffe, Noville, la baronnie de Moumal, etc.).
Parmi les quatorze membres de cette famille catholique qui sont devenus chanoines au service du prince-évêque de Liège au Pays de Liège, trois d'entre eux sont devenus chanoines tréfonciers et le baron Casimir Antoine, déjà suffragant de Liège, est même nommé évêque in partibus de Canope (de) au patriarchat d' Alexandrie.

## Preuves de noblesse
- Vienne, 3 mars 1660, empereur Léopold Ier du Saint-Empire :
Concession motu proprio du titre (héréditaire) de « Chevalier du Saint-Empire » et de quatre quartiers de noblesse pour Herman de Stockem, chanoine de la cathédrale de Liège, ainsi que pour ses trois frères Jean, chanoine du chapitre collégial Saint-Martin de Liège, Nicolas, chanoine du chapitre collégial Saint-Paul de Liège et Leonard[6].
- Vienne, 1er mars 1766, empereur Joseph II du Saint-Empire :
Concession du titre (héréditaire) de « Baron du Saint-Empire » avec le prédicat d« Excellence » pour Leonard de Stockhem, seigneur de Vieux-Waleffe, etc. (petit-fils de Leonard, l'un des précédents), ainsi que pour son frère Nicolas, seigneur de Heers, etc.., Conseiller au Conseil secret de la Principauté de Liège[6].
- La Haye, 16 février 1816, roi Guillaume Ier des Pays-Bas :
Nomination de Charles de Stockhem et de Lambert avec le titre de « Baron » dans le Corps équestre du Limbourg. Mention sur la première liste officielle de noblesse qui mentionne que le titre est héréditaire[6].
- La Haye, 26 avril 1816, roi Guillaume Ier des Pays-Bas :
Nomination de Léonard de Stockhem de Vieux-Waleffe et François de Stockhem avec le titre de « Baron » dans le Corps équestre de Liège. Mention sur la première liste officielle de noblesse qui mentionne que le titre est héréditaire[6].

Cette famille s'est éteinte en 1883.